# Piłka nożna w Walii

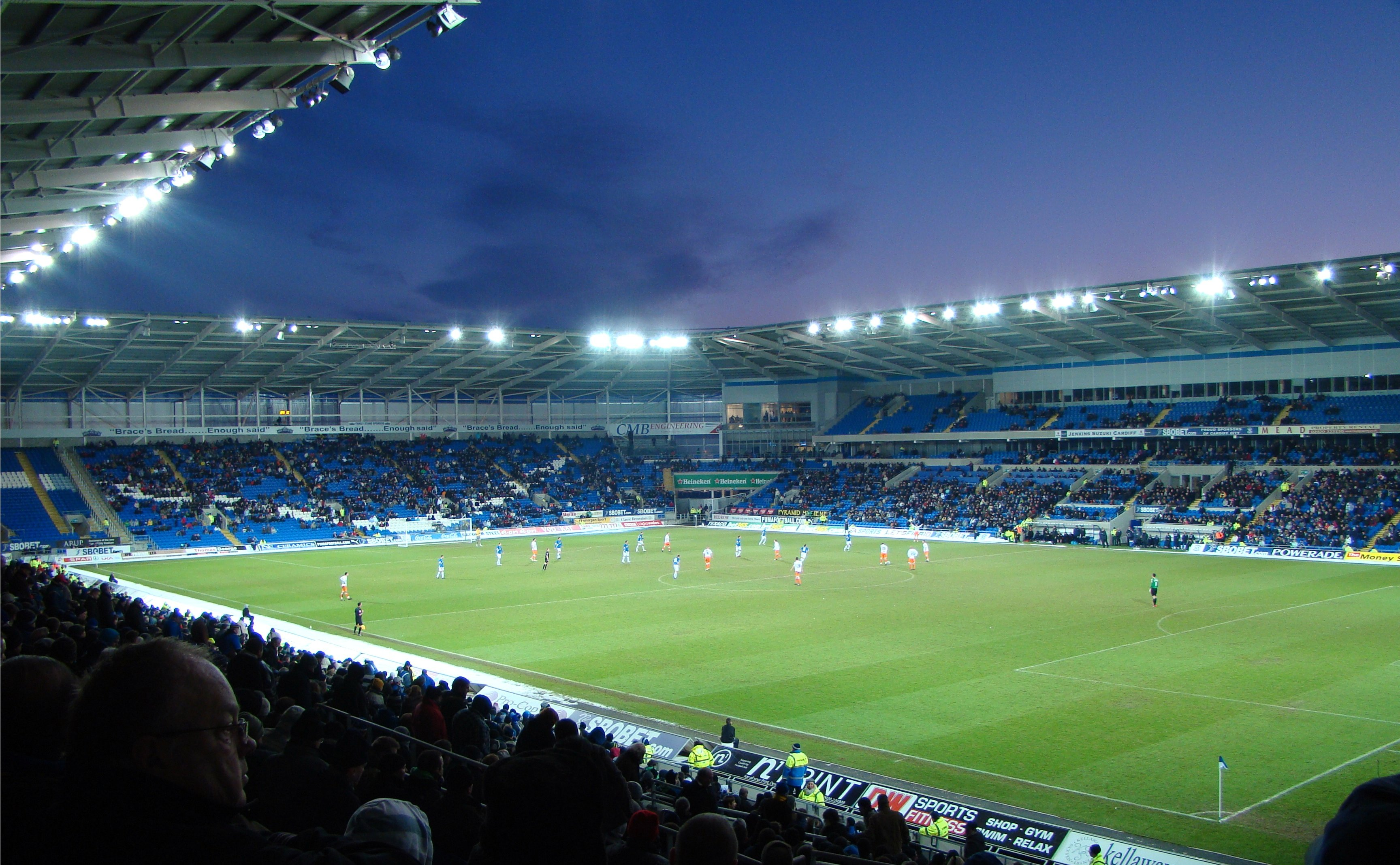
Cardiff City Stadium, arena domowa reprezentacji narodowej

Piłka nożna (wal. pêl-droed peːl.drɔɨd) jest najpopularniejszym sportem w Walii. Jej głównym organizatorem na terenie Walii pozostaje Football Association of Wales (FAW).
Według stanu na 13 listopada 2021 roku Chris Gunter i Gareth Bale mają odpowiednio 106 i 100 występów reprezentacyjnych, a Gareth Bale strzelił 36 bramek w barwach reprezentacji Walii.
W walijskiej Cymru Premier grają takie znane kluby, jak The New Saints F.C., Barry Town United F.C. i Gap Connah's Quay F.C.

## Historia

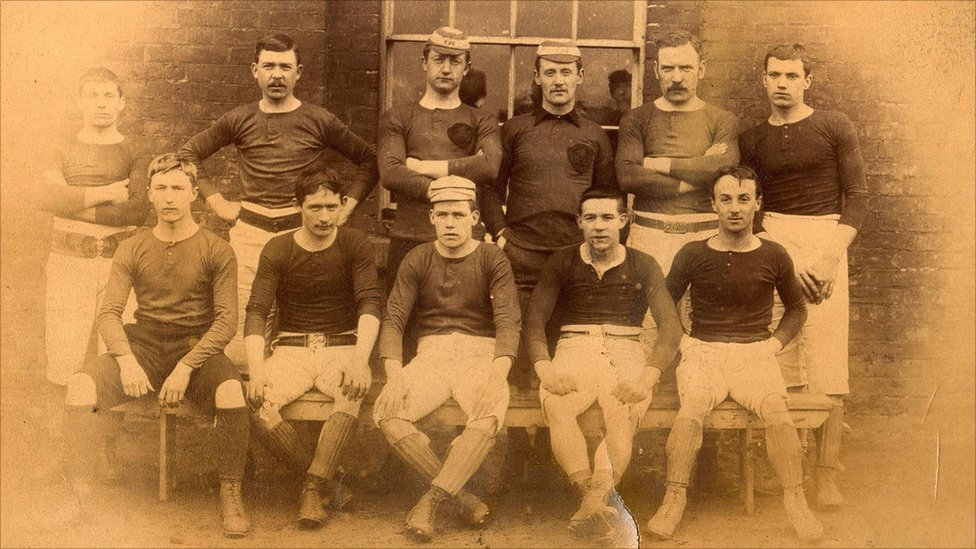
Jedno z pierwszych zdjęć reprezentacji Walii w piłce nożnej (1887).

Piłka nożna zaczęła zyskiwać popularność w Walii w drugiej połowie XIX wieku. 4 października 1864 roku w Wrexham powstał pierwszy walijski klub piłkarski Wrexham Town, potem następne. Po założeniu walijskiej federacji piłkarskiej – FAW w 1876 roku, rozpoczął się proces zorganizowania pierwszych oficjalnych rozgrywek o Puchar Walii w sezonie 1877/78. Tradycyjnie, walijskie kluby profesjonalne od samego początku uczestniczyły w mistrzostwach Anglii. W sezonie 1909/10 6 walijskich klubów: Wrexham F.C., który już występował w Birmingham and District League od sezonu 1905/06, oraz Swansea F.C., Newport F.C., Ton Pentre F.C., Merthyr Tydfil F.C., Aberdare Town F.C. i Riverside F.C. dołączyły do Southern Football League. Rozgrywki League of Wales zostały utworzone jako rozgrywki piłkarskie dla klubów z całej Walii dopiero w 1992 (kluby Cardiff City F.C., Swansea City A.F.C. i Wrexham F.C. pozostały w ligowej systemie angielskiej piłki nożnej, a Colwyn Bay F.C., Merthyr Tydfil F.C. i Newport County A.F.C. zrezygnowały z przyłączenia do walijskich mistrzostw). Tak powstała liga Walii, która oddzieliła swoją ligę od Anglii.
Wcześniej, istniały różne ligi, generalnie łączyły kluby z geograficznych regionów Walii. Pierwsza z nich, założona w 1890 roku, była South Wales League i Welsh Senior League (z siedzibą w północno-wschodniej części kraju, ale bez najsilniejszych klubów regionu, które grały w angielskiej Combination League). Po zakończeniu II wojny światowej działały odrębne ligi:
- na południu kraju – znana jako Abacus League do 1992, a wcześniej jako National Division (po reorganizacji w 1983);
- na północy kraju – znana jako Welsh Alliance do 1990;
- w środku kraju – znana jako Mid-Wales League do 1990.

W 1990 ostatnie dwie ligi połączyły się w Cymru Alliance, która z kolei w 1992 połączyła się z Abacus League w celu utworzenia League of Wales. Kluby z najwyższej ligi spadają do niższej ligi, która została podzielona na dwie dywizje: Cymru Alliance (północna) i Welsh Football League (południowa).
W sezonie 2002/03 liga zmieniła nazwę na Welsh Premier League, a w 2019/20 na Cymru Premier.

## Format rozgrywek ligowych
W obowiązującym systemie ligowym trzy najwyższe klasy rozgrywkowe są ogólnokrajowe (Cymru Premier, Cymru North/Cymru South i Ardal Leagues). Dopiero na czwartym poziomie pojawiają się grupy regionalne.

## Puchary
Rozgrywki pucharowe rozgrywane w Walii to:
- Puchar Walii (Cwpan Cymru),
- Puchar Ligi Walijskiej (Cwpan Cynghrair Cymru),
- FAW Trophy - rozgrywki pucharowe dla klubów III i niżej ligi.